# Elin Pelin
Elin Pelin (bugarski: Елин Пелин; rođen kao Dimitar Ivanov Stojanov; 8. srpnja 1877. – 3. prosinca 1949.) bugarski je pisac, slavljen zbog svojih prikaza seoskog života.

## Životopis
Rođen je u selu Bajlovo u Sofijskoj oblasti. Od djetinjstva je volio pisati. Najprije se okušao u slikarstvu i u pisanju stihova, da bi se kasnije u potpunosti posvetio proznom radu. Njegov susret s Jordanom Jovkovim pridonio je u izrastanje klasičnog reprezentativnog nacionalnog pisca kratkih priča, kojima je umnogome odredio kasniji smjer i lik bugarskog umjetničkog pripovijedanja. Prvu pripovijetku "Draga je domovina" objavio je 1895. Od 1899. živio je u Sofiji, gdje je uređivao časopis "Seosko ćaskanje" (1902. – 1903.), radio kao knjižničar, ratni izvjestitelj za vrijeme Prvog svjetskog rata, a kasnije je bio muzejski konzervator. Godine 1940. postao je predsjednik Društva bugarskih književnika.
Pelinova su najbolja djela posvećena bugarskom selu, gdje prikazuje svakidašnji život kroz prizmu socijalne kritike; junaci su obični siromašni seljaci ili seoski učitelji. Također je jedan od začetnika bugarske dječje književnosti.
Grad Novoselci pored njegovog rodnog Bajlova danas nosi njegovo ime.

## Djela

### Pripovijetke
- "Pripovijetke I" (1904.)
- "Pepeo mojih cipela" (1905.)
- "S prozora" (1906.)
- "Pripovijetke II" (1911.)
- "Geraci" (1922.)
- "Zemlja" (1922.)
- zbirka "Pod manastirskom lozom" (1936.)

### Književnost za djecu

#### Romani
- "Jan Bibijan: Nevjerojatni doživljaji jednog klinca" (1933.)
- "Jan Bibijan na Mjesecu" (1934.)